# Gonomyia (Gonomyina) durabilis
Gonomyia (Gonomyina) durabilis is een tweevleugelige uit de familie steltmuggen (Limoniidae). De soort komt voor in het Neotropisch gebied.